# Рошіїле (комуна)
Рошіїле (рум. Roșiile) — комуна у повіті Вилча в Румунії. До складу комуни входять такі села (дані про населення за 2002 рік):
- Балачу (169 осіб)
- Згубя (401 особа)
- Керешть (313 осіб)
- Лупуєшть (26 осіб)
- Пертешть (135 осіб)
- Песерей (160 осіб)
- Плешешть (141 особа)
- Рецелешть (194 особи)
- Романешть (812 осіб)
- Рошіїле (337 осіб) — адміністративний центр комуни
- Хотероая (349 осіб)

Комуна розташована на відстані 178 км на захід від Бухареста, 43 км на південний захід від Римніку-Вилчі, 61 км на північ від Крайови.

## Населення
За даними перепису населення 2002 року у комуні проживали 3037 осіб.
Національний склад населення комуни:
| Національність | Кількість осіб | Відсоток |
| -------------- | -------------- | -------- |
| румуни         | 3036           | > 99,9%  |
| угорці         | 1              | < 0,1%   |

Рідною мовою назвали:
| Мова      | Кількість осіб | Відсоток |
| --------- | -------------- | -------- |
| румунська | 3036           | > 99,9%  |
| угорська  | 1              | < 0,1%   |

Склад населення комуни за віросповіданням:
| Релігія       | Кількість осіб | Відсоток |
| ------------- | -------------- | -------- |
| православні   | 3036           | > 99,9%  |
| римо-католики | 1              | < 0,1%   |